# Pseudagrion fisheri
Pseudagrion fisheri – gatunek ważki z rodziny łątkowatych (Coenagrionidae). Występuje w południowej połowie Afryki; stwierdzony w Angoli, Botswanie i Zambii, być może występuje też w Demokratycznej Republice Konga i Namibii.